# Batalla de Llantada
La batalla de Llantada enfrentó a los herederos de Fernando I, en la que Sancho II de Castilla, en cuya hueste formaba Rodrigo Díaz de Vivar, derrotó a su hermano, Alfonso VI de León. Tuvo lugar el 19 de julio de 1068 a orillas del río Pisuerga, en la frontera entre el Reino de León y el Reino de Castilla, cerca del actual pueblo de Lantadilla (Palencia).
El reparto de la herencia entre todos los hijos de Fernando I nunca satisfizo a Sancho, que siempre se consideró como el único heredero legítimo, por lo que inmediatamente se movilizó para intentar hacerse con los reinos que les habían correspondido a sus hermanos en herencia. Se inició así un periodo de siete años de guerras protagonizadas por los tres hijos varones de Fernando I.
Al fallecer en 1067 la reina Sancha de León, comenzaron las disputas con su hermano Alfonso, al que se enfrentó, el 19 de julio de 1068, en Llantada. Sancho derrotó a su hermano Alfonso, que huyó. En esta batalla, Sancho y Alfonso pactaron que el que resultara vencedor en ella obtendría el reino del otro, por lo que tuvo el carácter de duelo judicial. Alfonso no cumplió lo acordado.
Las relaciones entre ambos se mantuvieron, como demuestra el hecho de que Alfonso acudiera, el 26 de mayo de 1069, a la boda de Sancho con una noble inglesa llamada Alberta y donde ambos decidieron unirse para repartirse el reino de Galicia que le había correspondido a García, el menor de los hijos de Fernando I.
Tanto en esta batalla como en la de Golpejera aumentaría el prestigio como guerrero de Rodrigo Díaz de Vivar.
La batalla provocó la desaparición del pueblo de Llantada y del cercano barrio de Fuentepiñel.